# 黑尔弗斯基兴
黑尔弗斯基兴是德国莱茵兰-普法尔茨州的一个市镇。总面积5.00平方公里，总人口1127人，其中男性564人，女性563人（2011年12月31日），人口密度225人/平方公里。